# Bataille de Palan
Expédition du Tonkin
La bataille de Palan (1er septembre 1883) est l'un des nombreux affrontements opposant le corps expéditionnaire français aux Pavillons Noirs commandés par Liu Yongfu lors de la conquête du Tonkin (1883-1886). Cette victoire française, s'inscrivant dans une période de tensions croissantes entre la France et la Chine, fut probablement le point culminant de la guerre franco-chinoise.

## Contexte

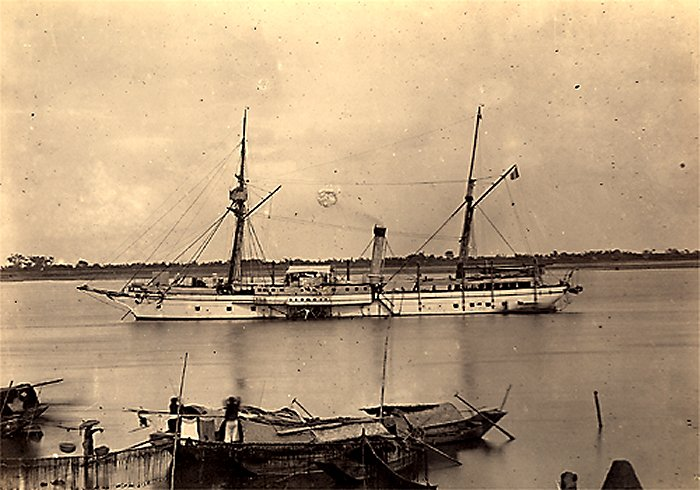
Le Pluvier sur le Tonkin en 1884.

La bataille de Palan se déroula deux semaines après la bataille de Phu Hoai, durant laquelle le général Alexandre-Eugène Bouët, commandant supérieur des troupes françaises au Tonkin, n'avait pas réussi à vaincre les Pavillons Noirs de Liu Yongfu. Les importantes pluies de mi-août avaient forcé ceux-ci à abandonner leurs positions de la rivière Day et à se replier derrière elle. Leurs nouvelles positions clés furent les villages de Phong (ou Phung), contrôlant la route principale vers Son Tay, et Palan (ou Ba Giang), à la jonction du fleuve Rouge et de la rivière Day.
Sous la pression de Jules Harmand, commissaire général du gouvernement au Tonkin, Bouët attaque les positions des Pavillons Noirs à la fin du mois d'août afin de sécuriser la route vers Son Tay, l'ultime objectif français. Bouët engagea 1 800 soldats français durant cette offensive. Les forces françaises étaient composées de deux bataillons d'infanterie de marine (commandés par les chefs de bataillon Berger et Roux), chacun renforcé par des tirailleurs annamites, d'une batterie d'artillerie de marine (capitaine Roussel), et d'un bataillon d’auxiliaires. L'offensive fut soutenue par les canonnières Pluvier, Léopard, Fanfare, Éclair, Hache et Mousqueton de la flottille de Tonkin, sous le commandement du capitaine de vaisseau Morel-Beaulieu.

## La bataille

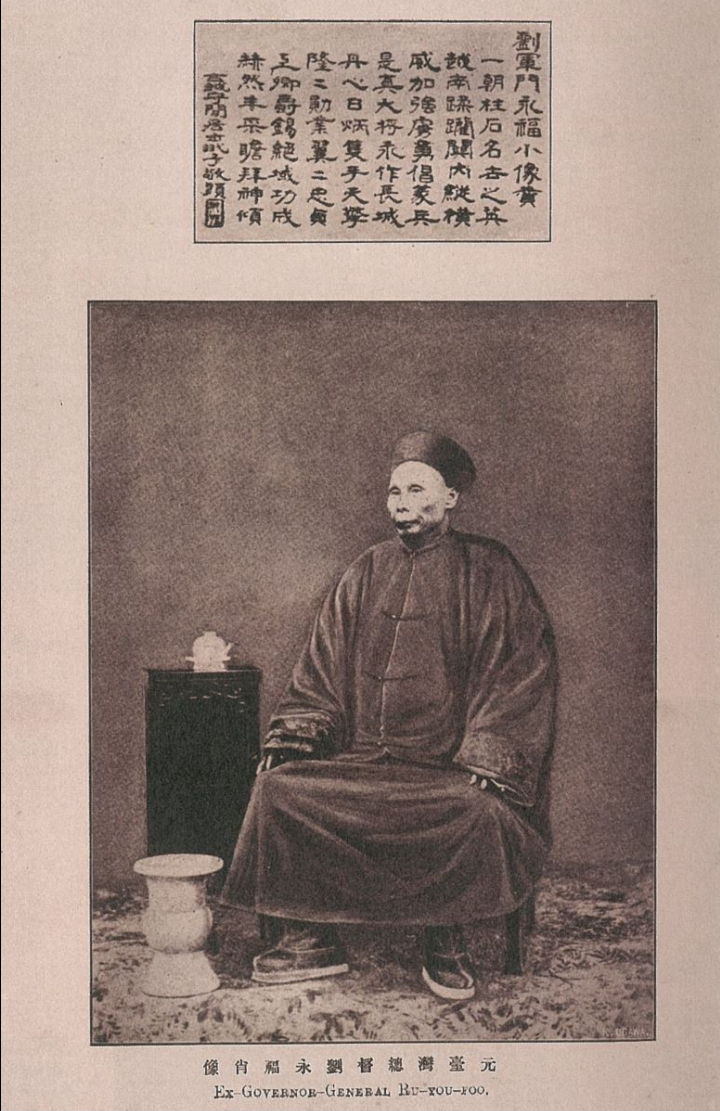
Liu Yongfu (1837–1917)

Le 31 août le village de Palan, pilonné par les canonnières et attaqué par le bataillon du commandant Berger, est capturé sans difficultés, et ses défenseurs fuient en désordre le long des rizières.
À l'aube du 1er septembre, la colonne progresse sur une digue de deux mètres de large le long de la berge de la rivière Day jusqu'à l'objectif principal : Phong, passage obligé de la route vers Son Tay. Le village est alors attaqué de face et par la gauche au cours de vives escarmouches menées par les tirailleurs cochinchinois et tonkinois. Pendant ce temps, les canonnières remontent le fleuve Rouge. Alors que les Pluvier et Fanfare conservent leurs positions à la confluence du fleuve et de la rivière Day afin de supporter la compagnie de débarquement qui occupe Palan, les Mousqueton, Éclair et Hache remontent la rivière Day pour appuyer l'assaut de la colonne.
À trois kilomètres de Palan, les Français engagent le combat avec les Pavillons Noirs. Ceux-ci sont environ 1200 et sont soutenus par 3000 Vietnamiens. Les Pavillons Noirs, armés de fusils à répétition modernes Winchester, ont fait preuve du plus grand courage et n'ont cédé du terrain qu'après d'après combats. Les Vietnamiens, après avoir fait beaucoup de vociférations, agité leurs étendards, frappé sur leurs gongs et leurs tambours à la manière des guerriers n'ont manifesté que peu d'enthousiasme au combat et se sont repliés.
Les Français arrivent finalement à rejoindre une pagode accolée à la digue. Les Pavillons Noirs ont évacué la pagode avant l'arrivée des Français pour retourner au centre de leur dispositif, situé derrière un remblai de terre 400 mètres en avant.